# Hubert Lenk

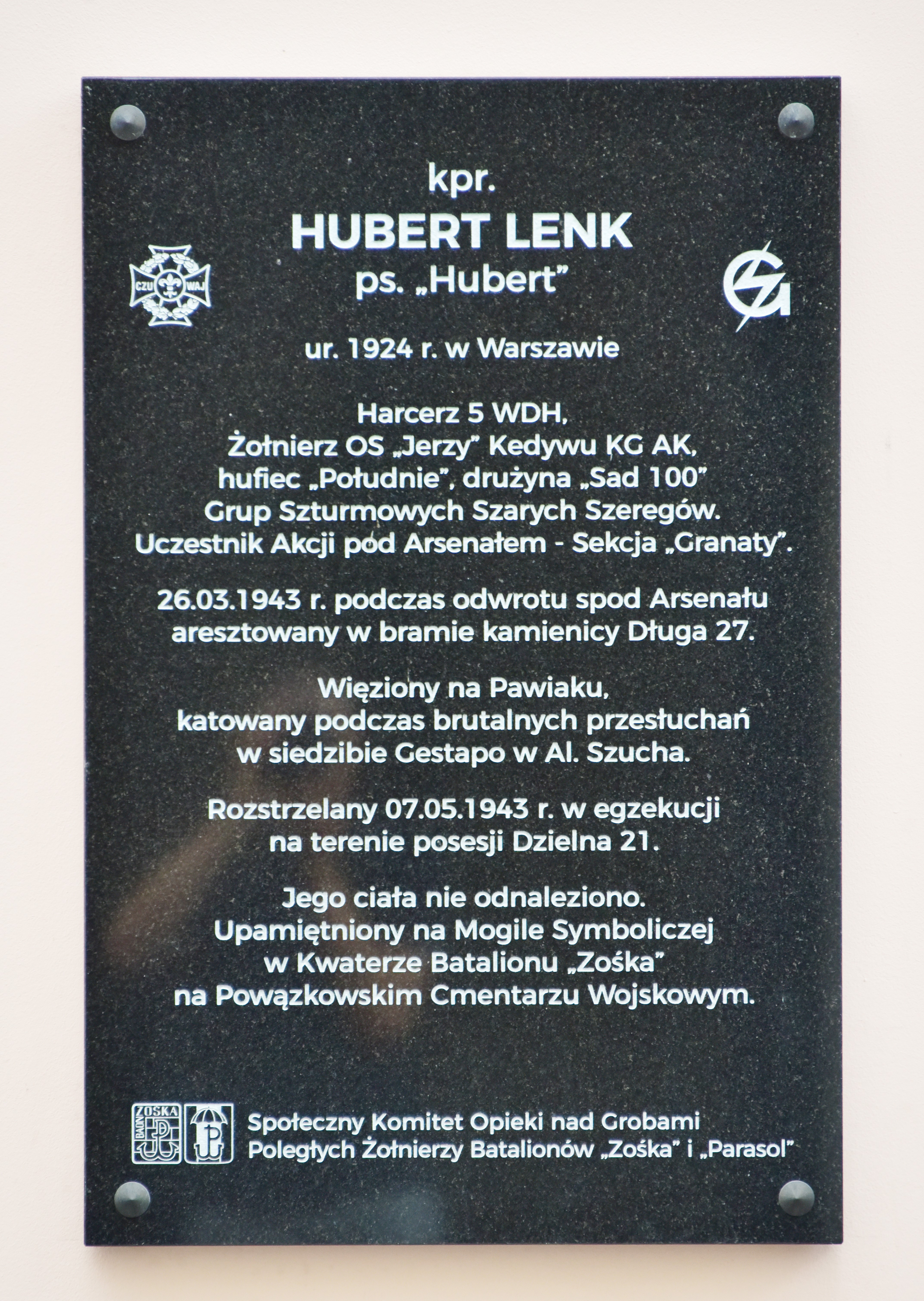
Tablica upamiętniająca Huberta Lenka przy ul. Długiej 27 w Warszawie

Hubert Lenk ps. Hubert (ur. 1924, zm. 28 marca 1943 lub 7 maja 1943 w Warszawie) – harcerz Szarych Szeregów, kapral Armii Krajowej, uczestnik akcji pod Arsenałem, więzień Pawiaka.

## Życiorys
Uczeń Państwowego Gimnazjum i Liceum Męskiego im. Joachima Lelewela.
Należał do Hufca „Południe” („Sad”) warszawskich Grup Szturmowych. W 1943 uczęszczał na turnus Szkoły Podchorążych Rezerwy Piechoty Agricola.
26 marca 1943 brał udział w akcji pod Arsenałem, był członkiem sekcji „Granaty”. W czasie akcji został zatrzymany w bramie kamienicy przy ul. Długiej przez volksdeutscha Ernesta Sommera. Wydany policji granatowej, trafił na Pawiak.
Istnieją dwie wersje co do daty jego śmierci. Pedług pierwszej został zakatowany przez Niemców podczas śledztwa, prawdopodobnie w siedzibie Gestapo w alei Szucha 25. Według innej został rozstrzelany przez Niemców 7 maja 1943 roku. Jego miejsce pochówku jest nieznane. 

## Upamiętnienie
W 2024 na budynku przy ul. Długiej 27, w którym został zatrzymany przez Ernesta Sommera, odsłonięto tablicę pamiątkową.
Jego nazwisko zostało wyryte na Mogile Symbolicznej w Kwaterze Batalionu „Zośka” na cmentarzu Wojskowym na Powązkach.

## Inne informacje
Wyrokiem Kedywu w lipcu 1943 na Erneście Sommerze została wykonana kara śmierci. 